# Clayton Fredericks
Clayton Fredericks (Moora, 17 de noviembre de 1967) es un jinete australiano que compitió en la modalidad de concurso completo. Está casado con la jinete Lucinda Murray.
Participó en dos Juegos Olímpicos de Verano, obteniendo una medalla de plata en Pekín 2008, en la prueba por equipos (junto con Shane Rose, Sonja Johnson, Lucinda Fredericks y Megan Jones), y el sexto lugar en Londres 2012, en la misma prueba. Ganó dos medallas en el Campeonato Mundial de Concurso Completo de 2006.

## Palmarés internacional
| Juegos Olímpicos   | Juegos Olímpicos     | Juegos Olímpicos  | Juegos Olímpicos |
| Año                | Lugar                | Medalla           | Categoría        |
| ------------------ | -------------------- | ----------------- | ---------------- |
| 2008               | Hong Kong (China)    | Medalla de plata  | Por equipos      |
| Campeonato Mundial |                      |                   |                  |
| Año                | Lugar                | Medalla           | Categoría        |
| 2006               | Aquisgrán (Alemania) | Medalla de plata  | Individual       |
| 2006               | Aquisgrán (Alemania) | Medalla de bronce | Por equipos      |